# Manqué
Le manqué ou gâteau manqué est un gâteau inventé en 1842 par la maison Félix à Paris, à partir d'un gâteau de Savoie dont les blancs d'œuf avaient grainé. Les blancs, battus trop longtemps, n'étaient plus homogènes et devenaient granuleux.
Sa création a donné lieu à l'invention du moule à manqué, un moule à bord haut.

## Histoire
L'invention du manqué est attribuée à un pâtissier de la maison Félix en 1842. Situé à Paris, passage des Panoramas, l'établissement est déjà réputé au début du xixe siècle pour la qualité de ses gâteaux et de son service.
La création du manqué, due à une maladresse, est ainsi racontée dans Le Glacier classique et artistique en France et en Italie de Pierre Lacam, en 1893 :

« Gâteau Manqué.

Le manqué nous vient de la maison Félix. Un jour, c'était en 1842, M. Poitevin était patron à cette époque, le quatrième tourier graisse tellement les blancs en faisant du biscuit de Savoie, qu'il fut impossible de garnir les moules avec cet appareil mou. L'on appelle le patron, il crie, il gueule comme disait Montaigne, et finalement, il fit mélanger un quart de beurre fondu et l'on remplit des moules plats. Une fois cuit, il fit faire un pralin à choux grillés très sec, dora le biscuit et mit une couche d'amandes dessus, il les poudra et cuit à four moyen et entr'ouvert. Le biscuit manqué fit fureur, et la maison Félix eut toujours la renommée du manqué, jusqu'en 1868, époque où elle ferma. La recette fut organisée, j'en donne la formule dans mon Mémorial historique. »

Dans la première édition du Larousse gastronomique, en 1938, on lit :

« Un jour, le chef de laboratoire de la maison Félix, célèbre pâtisserie parisienne, préparait un appareil à biscuit de Savoie. Les blancs avaient si mal monté qu'ils grainèrent.

Le patron voyant cela lui dit : “Le gâteau est manqué !” Le chef, voulant cependant utiliser la composition, eut l'idée d'y ajouter une certaine quantité de beurre, et de faire un entremets qu'il recouvrit d'une couche de pralin. Le gâteau nouveau fut mis en vente et acheté aussitôt par une cliente qui, quelques jours après, revint chez Félix et demanda un gâteau pareil à celui qu'elle avait eu, dont elle vantait la succulence, mais dont elle ignorait le nom.

On s'informa auprès du chef ; celui-ci se rappelant l'incident de l'appareil manqué, répondit tout de suite que ce gâteau était un manqué, et qu'il pouvait en faire un semblable

Et ainsi fut créé ce gâteau qui, tout de suite, devint célèbre et pour la fabrication duquel on inventa un moule spécial appelé, naturellement, moule à manqué. »

Devenu un classique de la pâtisserie, le manqué a connu de nombreuses déclinaisons : agrémenté de fruits (noisettes, raisins secs, fruits confits, ananas...), aromatisé (anis, citron, liqueur...), garni (crème, confiture..) ou glacé au fondant.

## Préparation
Pierre Lacam donne la recette suivante dans son Mémorial historique et géographique de la pâtisserie : 

« Biscuit manqué (Félix).

330 grammes sucre travaillé avec 8 jaunes, y ajouter 220 grammes de farine, vanille et 90 grammes de beurre fondu, 8 blancs montés, eau-de-vie d’amandes comme j’en ai donné la recette, moules à brioches et à génoise beurrés et glacés, c’est le plus fin manqué de tous : cela faisait 11 onces sucre, 7 onces farine, 3 onces beurre. »